# Geraci Siculo
Geraci Siculo is een gemeente in de Italiaanse provincie Palermo (regio Sicilië) en telt 2077 inwoners (31-12-2004). De oppervlakte bedraagt 113,2 km², de bevolkingsdichtheid is 18 inwoners per km².
De naam in de Middeleeuwen was Geraci. Volgens de traditie was Serlone II d'Altavilla, een Normandiër, de eerste die beleend werd met het graafschap Geraci (circa 1159). Enrico II di Ventimiglia was de eerste graaf van Geraci uit de familie Ventimiglia. In 1436 verhief koning Alfonso V van Aragon het graafschap tot markgraafschap. 

## Demografie
Geraci Siculo telt ongeveer 750 huishoudens. Het aantal inwoners daalde in de periode 1991-2001 met 7,8% volgens cijfers uit de tienjaarlijkse volkstellingen van ISTAT.
| Jaar | Inwoneraantal |
| ---- | ------------- |
| 1991 | 2282          |
| 2001 | 2105          |

## Geografie
De gemeente ligt op ongeveer 1072 m boven zeeniveau.
Geraci Siculo grenst aan de volgende gemeenten: Castel di Lucio (ME), Castelbuono, Gangi, Nicosia (EN), Petralia Soprana, Petralia Sottana en San Mauro Castelverde.

## Galerij

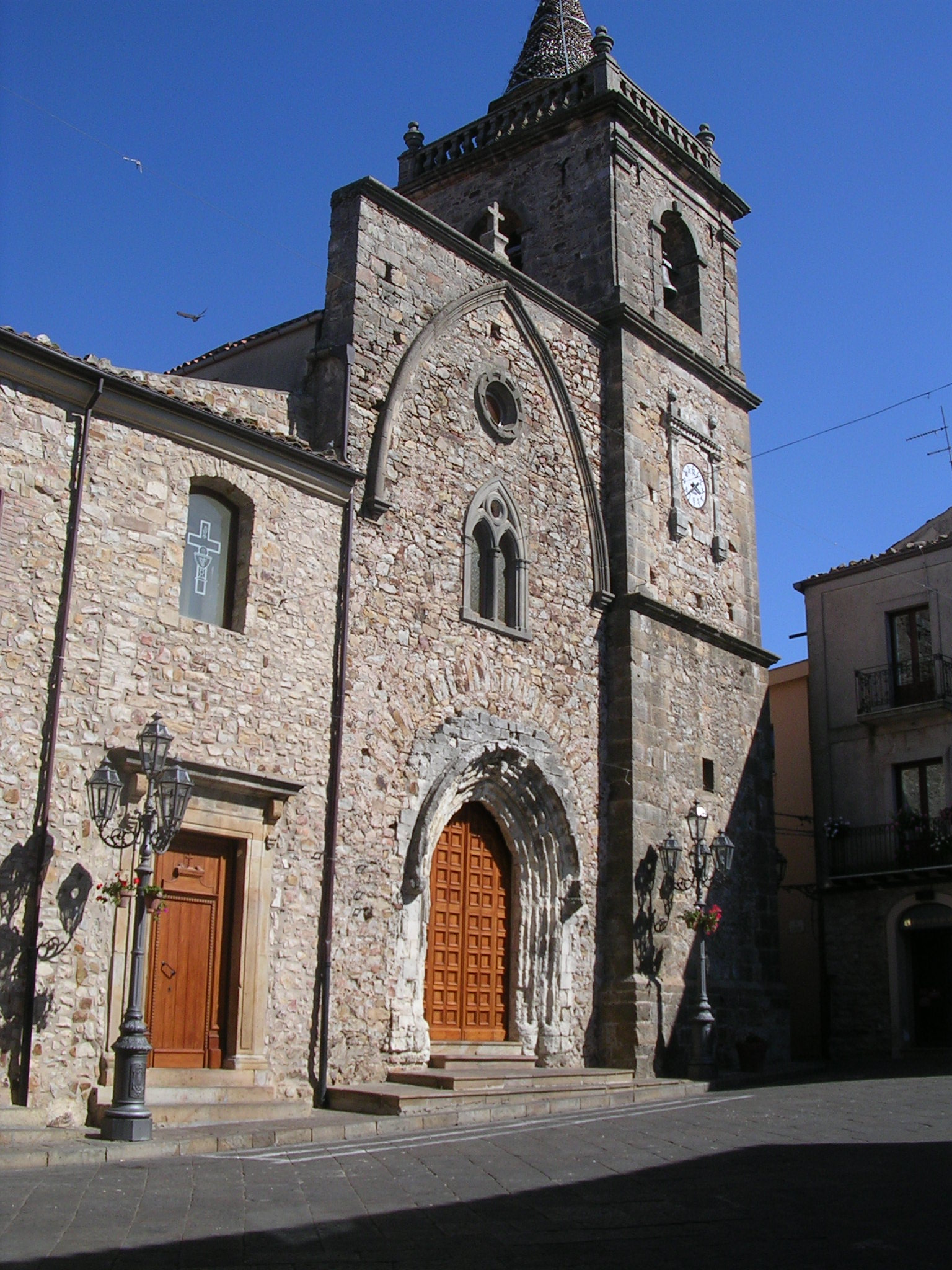
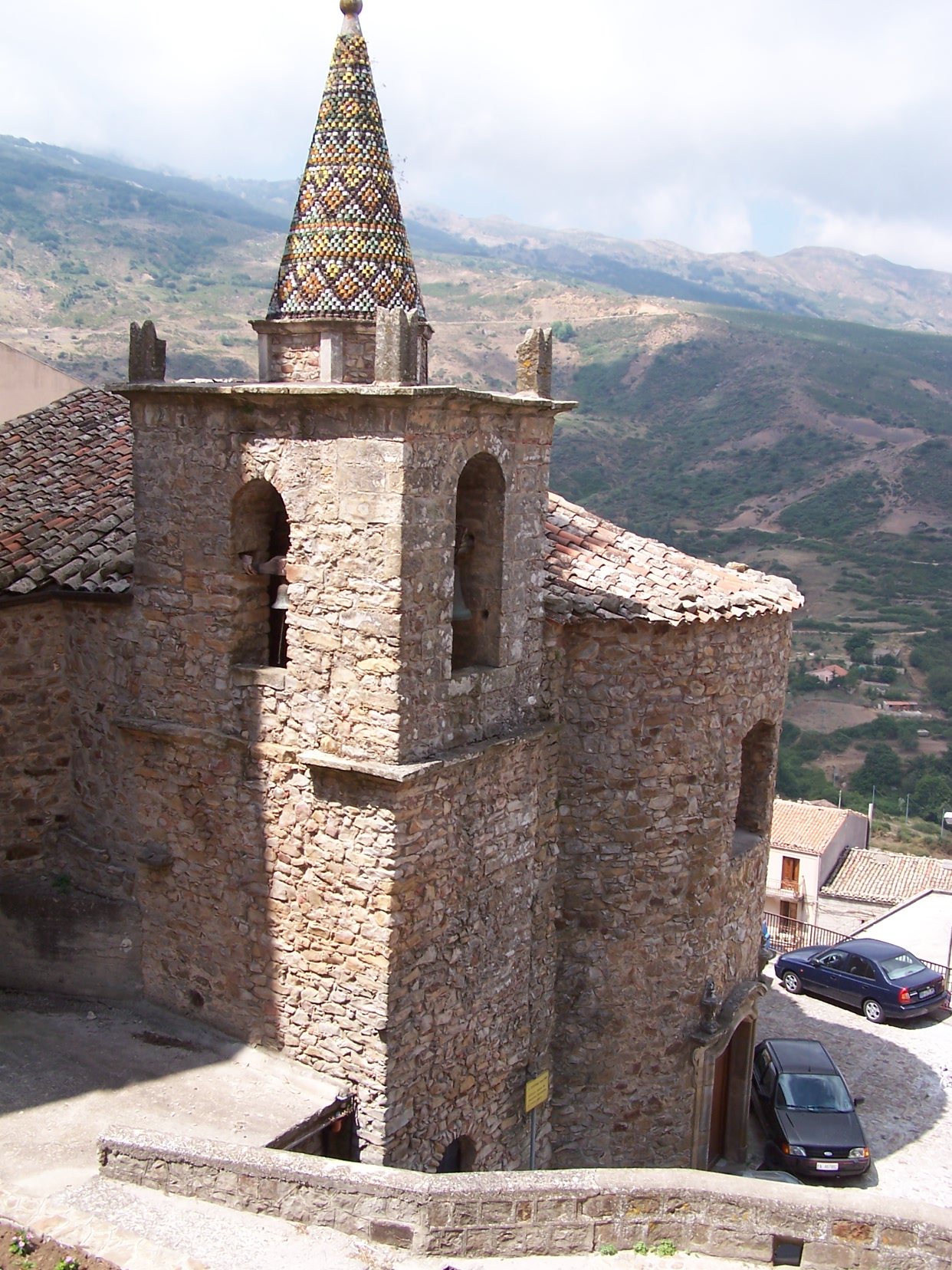
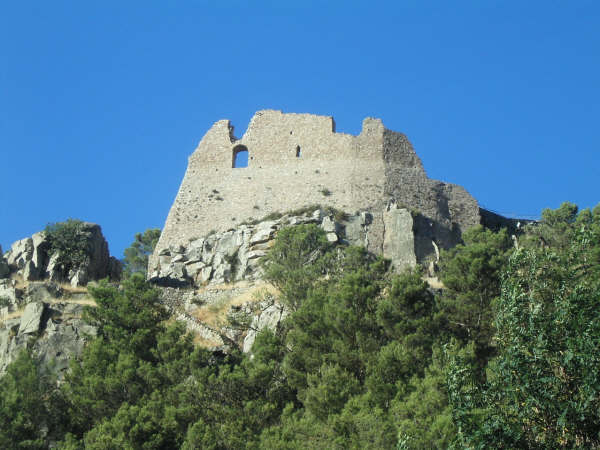
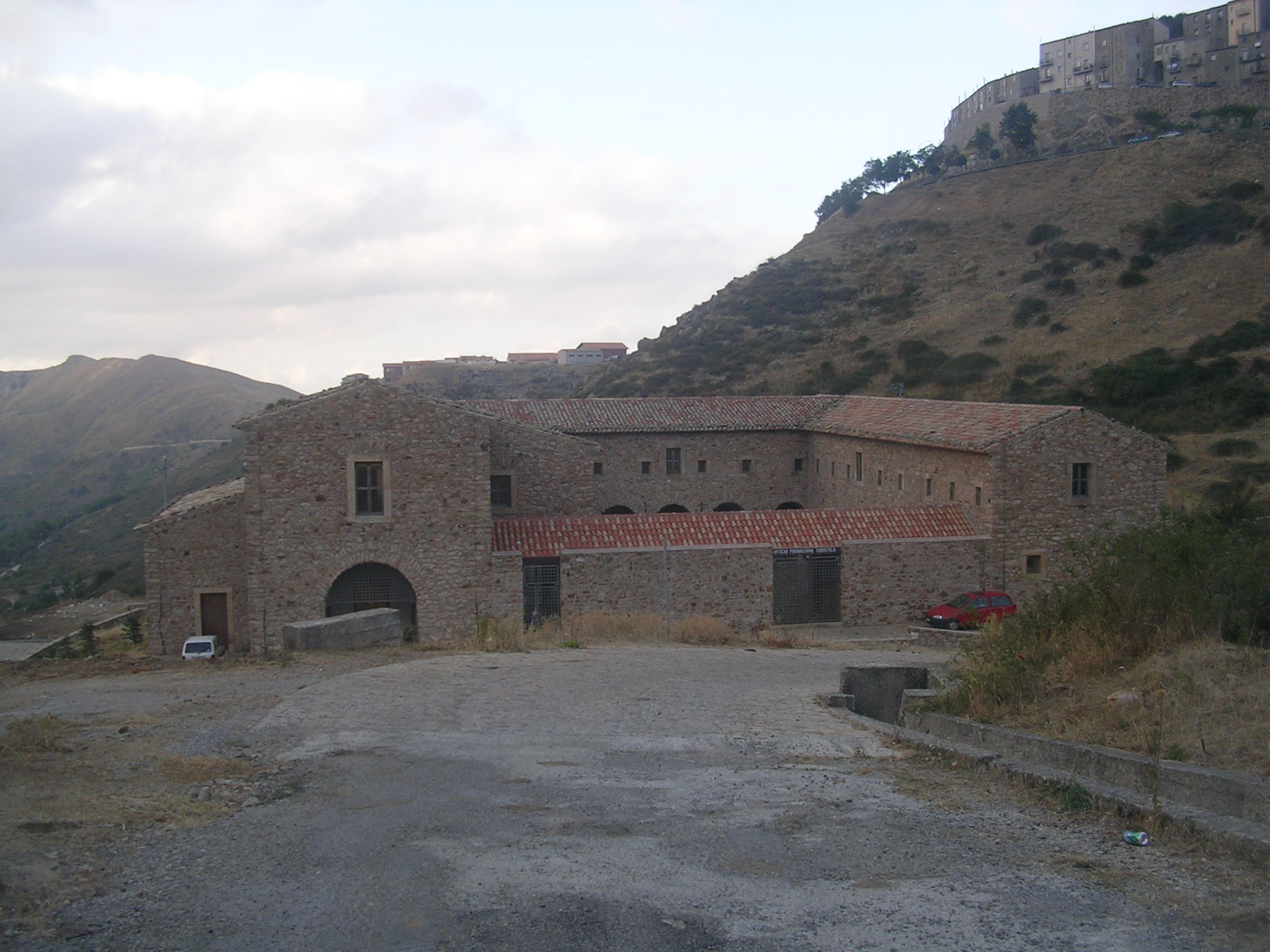
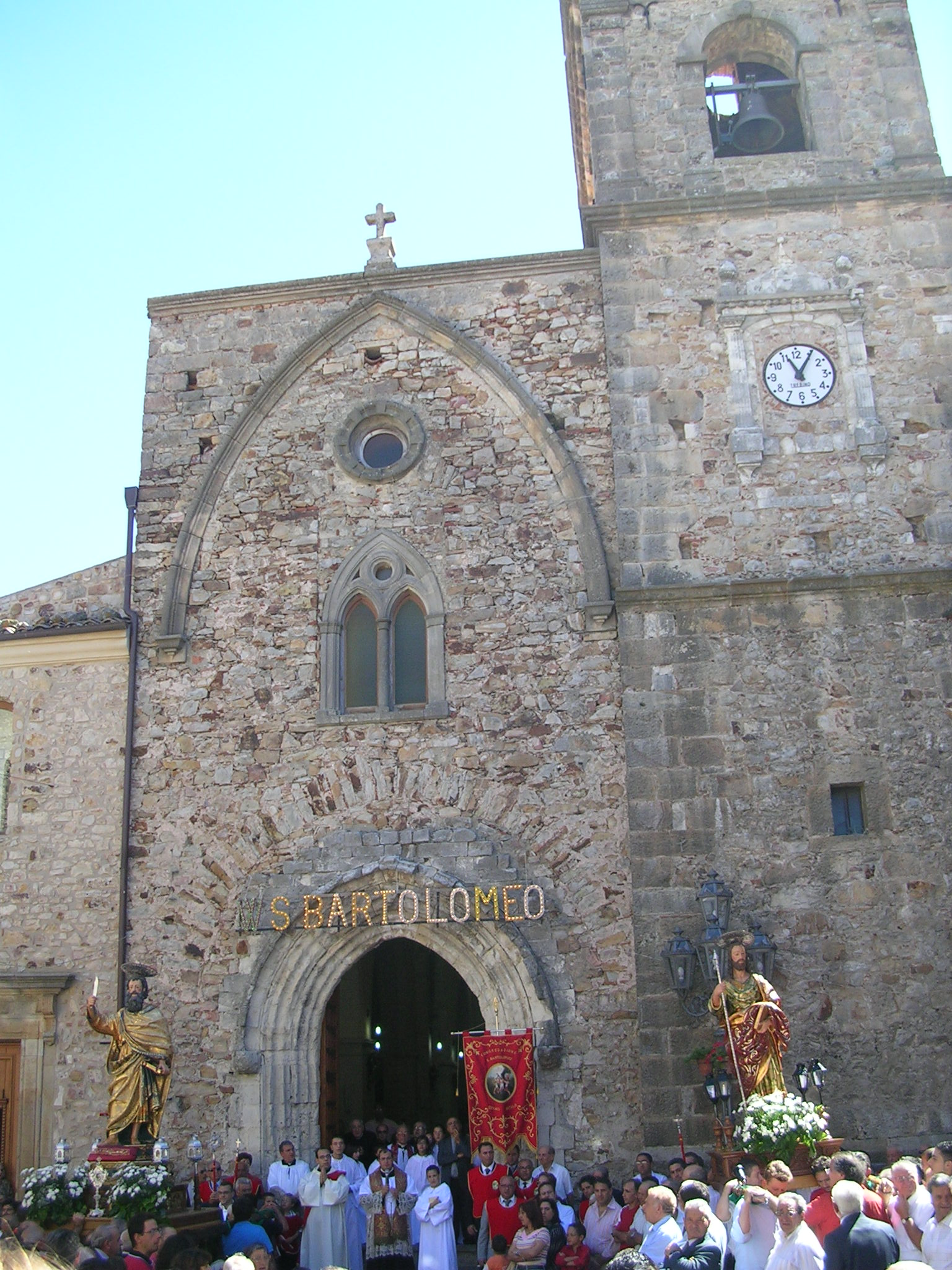

Alia · Alimena · Aliminusa · Altavilla Milicia · Altofonte · Bagheria · Balestrate · Baucina · Belmonte Mezzagno · Bisacquino · Blufi · Bolognetta · Bompietro · Borgetto · Caccamo · Caltavuturo · Campofelice di Fitalia · Campofelice di Roccella · Campofiorito · Camporeale · Capaci · Carini · Castelbuono · Casteldaccia · Castellana Sicula · Castronovo di Sicilia · Cefalà Diana · Cefalù · Cerda · Chiusa Sclafani · Ciminna · Cinisi · Collesano · Contessa Entellina · Corleone · Ficarazzi · Gangi · Geraci Siculo · Giardinello · Giuliana · Godrano · Gratteri · Isnello · Isola delle Femmine · Lascari · Lercara Friddi · Marineo · Mezzojuso · Misilmeri · Monreale · Montelepre · Montemaggiore Belsito · Palazzo Adriano · Palermo · Partinico · Petralia Soprana · Petralia Sottana · Piana degli Albanesi · Polizzi Generosa · Pollina · Prizzi · Roccamena · Roccapalumba · San Cipirello · San Giuseppe Jato · San Mauro Castelverde · Santa Cristina Gela · Santa Flavia · Sciara · Scillato · Sclafani Bagni · Termini Imerese · Terrasini · Torretta · Trabia · Trappeto · Ustica · Valledolmo · Ventimiglia di Sicilia · Vicari · Villabate · Villafrati
1. ↑  https://demo.istat.it/?l=it.